# Iwona Galińska-Wildstein
Iwona Monika Galińska-Wildstein (ur. 22 kwietnia 1952) – polska psycholog, działaczka opozycji demokratycznej w PRL.

## Życiorys
Urodziła się 22 kwietnia 1952 jako córka Romana. Pod koniec lat 70. będąc studentką Uniwersytetu Jagiellońskiego zaangażowała się w działalność opozycyjną wobec rządów komunistycznych, została działaczką Studenckiego Komitetu Solidarności w Krakowie. W 1978 wyszła za mąż za Bronisława Wildsteina, z którym w 1980 wyjechała z Polski i oboje osiedli w Paryżu. 
Z wykształcenia jest psychologiem. Wraz z mężem była konsultantką przy tworzeniu filmu fabularnego pt. Gry uliczne, dotyczącego śmierci ich przyjaciela Stanisława Pyjasa (w 1977 oboje uczestniczyli w okazaniu jego zwłok w prosektorium). U boku męża wystąpiła w filmie dokumentalnym pt. Paryż. Czas dokonany, autorstwa Michała Muzyczuka, opowiadający o ich życiu i działalności na emigracji Paryżu. Oboje mają dwóch synów, urodzonych w Paryżu: Dawida (ur. 1983, dziennikarz) i Szymona (ur. 1988). 
Postanowieniem prezydenta RP Lecha Kaczyńskiego z 18 maja 2007 została odznaczona Krzyżem Oficerskim Orderu Odrodzenia Polski za wybitne zasługi w działalności na rzecz przemian demokratycznych w Polsce, za osiągnięcia w podejmowanej z pożytkiem dla kraju pracy zawodowej i społecznej. 7 maja 2019 została udekorowana przyznanym przez Prezydenta RP Andrzeja Dudę Medalem Stulecia Odzyskanej Niepodległości. W 2022 odznaczona Krzyżem Wolności i Solidarności.